# Boarmia polysticta
Boarmia polysticta är en fjärilsart som beskrevs av George Francis Hampson 1902. Boarmia polysticta ingår i släktet Boarmia och familjen mätare. Inga underarter finns listade i Catalogue of Life.